# Dicranomyia cinerella
Dicranomyia cinerella là một loài ruồi trong họ Limoniidae. Chúng phân bố ở miền Australasia.